# Космос-2025
Космос-2025 је један од преко 2400 совјетских вјештачких сателита лансираних у оквиру програма Космос.
Космос-2025 је лансиран са космодрома Плесецк, СССР, 1. јуна 1989. Ракета-носач Сојуз је поставила сателит у орбиту око планете Земље. Маса сателита при лансирању је износила 6300 килограма. Космос-2025 је био војни сателит за фотографску картографију.